# Niderhoff
Niderhoff est une commune française située dans le département de la Moselle, en région Grand Est.
Cette commune se trouve dans la région historique de Lorraine et fait partie du pays de Sarrebourg.

## Géographie
Village situé sur la Sarre blanche, près des forêts de Saint-Quirin, à 5 km de Lorquin.

### Communes limitrophes
|             | Laneuveville-lès-Lorquin       | Métairies-Saint-Quirin |
| Fraquelfing | Niderhoff                      |                        |
|             | Bertrambois Meurthe-et-Moselle | Lafrimbolle            |

### Hydrographie
La commune est située dans le bassin versant du Rhin au sein du bassin Rhin-Meuse. Elle est drainée par la Sarre et le ruisseau du Pre Lemoine.
La Sarre, d'une longueur totale de 129,2 km, est un affluent de la Moselle et donc un sous-affluent du Rhin, qui coule en Lorraine, en Alsace bossue et dans les Länder allemands de la Sarre (Saarland) et de Rhénanie-Palatinat (Rheinland-Pfalz).

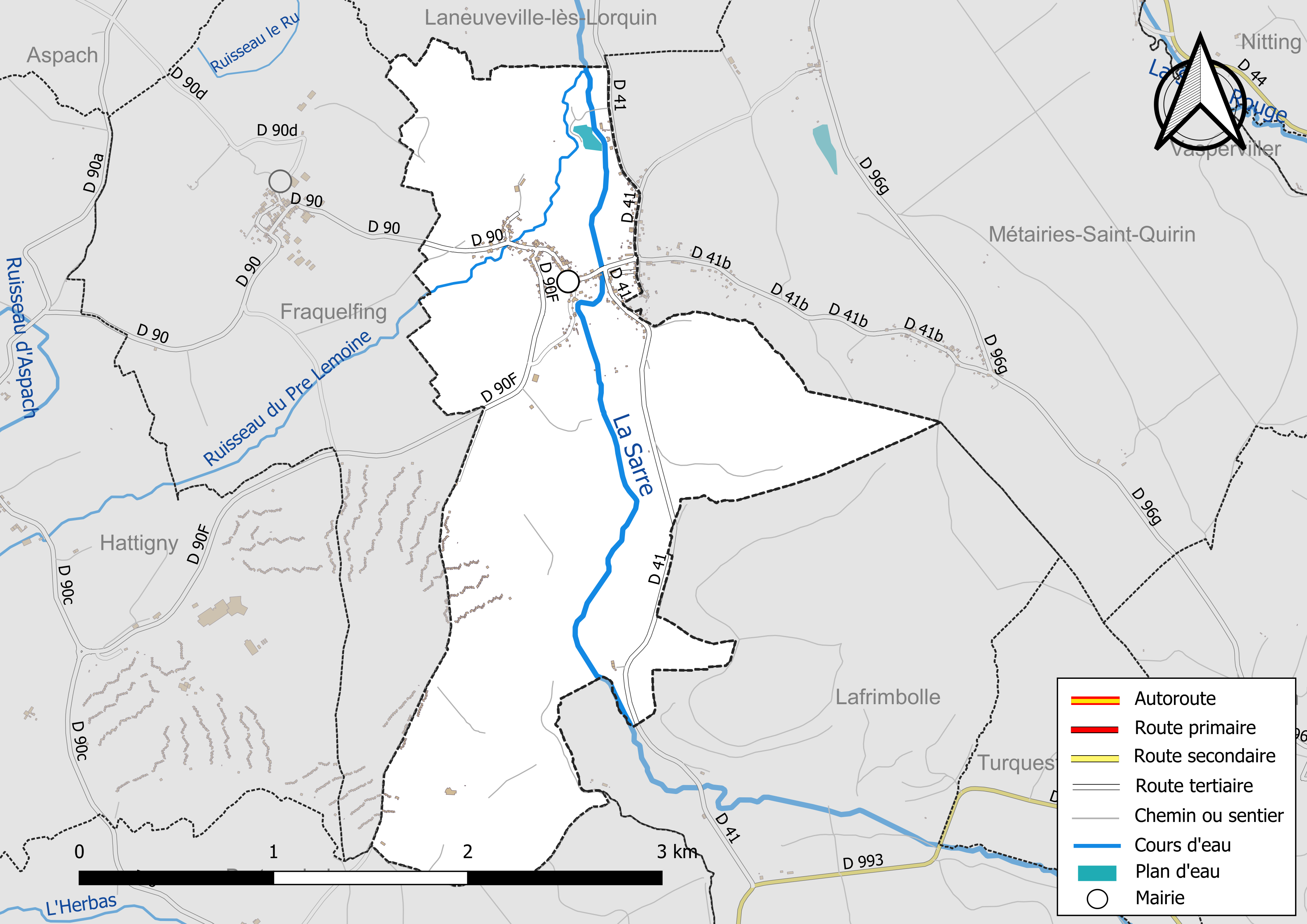
Réseaux hydrographique et routier de Niderhoff.

La qualité des eaux des principaux cours d'eau de la commune, notamment de la Sarre, peut être consultée sur un site spécial géré par les agences de l'eau et l'Agence française pour la biodiversité.

### Climat
Pour des articles plus généraux, voir Climat du Grand Est et Climat de la Moselle.
En 2010, le climat de la commune est de type climat des marges montargnardes, selon une étude du Centre national de la recherche scientifique s'appuyant sur une série de données couvrant la période 1971-2000. En 2020, Météo-France publie une typologie des climats de la France métropolitaine dans laquelle la commune est exposée à un climat semi-continental et est dans la région climatique  Vosges, caractérisée par une pluviométrie très élevée (1 500 à 2 000 mm/an) en toutes saisons et un hiver rude (moins de 1 °C). 
Pour la période 1971-2000, la température annuelle moyenne est de 9,7 °C, avec une amplitude thermique annuelle de 17,1 °C. Le cumul annuel moyen de précipitations est de 966 mm, avec 12,3 jours de précipitations en janvier et 9,9 jours en juillet. Pour la période 1991-2020, la température moyenne annuelle observée sur la station météorologique de Météo-France la plus proche, « Nitting_sapc », sur la commune de Nitting à 4 km à vol d'oiseau, est de 10,4 °C et le cumul annuel moyen de précipitations est de 993,7 mm. 
La température maximale relevée sur cette station est de 37,9 °C, atteinte le 25 juillet 2019 ; la température minimale est de −19,4 °C, atteinte le 26 décembre 2010,,. 
Les paramètres climatiques de la commune ont été estimés pour le milieu du siècle (2041-2070) selon différents scénarios d'émission de gaz à effet de serre à partir des nouvelles projections climatiques de référence DRIAS-2020. Ils sont consultables sur un site spécial publié par Météo-France en novembre 2022.

## Urbanisme

### Typologie
Au 1er janvier 2024, Niderhoff est catégorisée commune rurale à habitat dispersé, selon la nouvelle grille communale de densité à sept niveaux définie par l'Insee en 2022.
Elle est située hors unité urbaine. Par ailleurs la commune fait partie de l'aire d'attraction de Sarrebourg, dont elle est une commune de la couronne,. Cette aire, qui regroupe 87 communes, est catégorisée dans les aires de 50 000 à moins de 200 000 habitants,.

### Occupation des sols
L'occupation des sols de la commune, telle qu'elle ressort de la base de données européenne d’occupation biophysique des sols Corine Land Cover (CLC), est marquée par l'importance des forêts et milieux semi-naturels (50,8 % en 2018), en diminution par rapport à 1990 (59,3 %). La répartition détaillée en 2018 est la suivante : forêts (46,5 %), prairies (26,7 %), espaces verts artificialisés, non agricoles (8,5 %), terres arables (6,1 %), zones urbanisées (5,7 %), milieux à végétation arbustive et/ou herbacée (4,3 %), zones agricoles hétérogènes (2,2 %). L'évolution de l’occupation des sols de la commune et de ses infrastructures peut être observée sur les différentes représentations cartographiques du territoire : la carte de Cassini (XVIIIe siècle), la carte d'état-major (1820-1866) et les cartes ou photos aériennes de l'IGN pour la période actuelle (1950 à aujourd'hui).

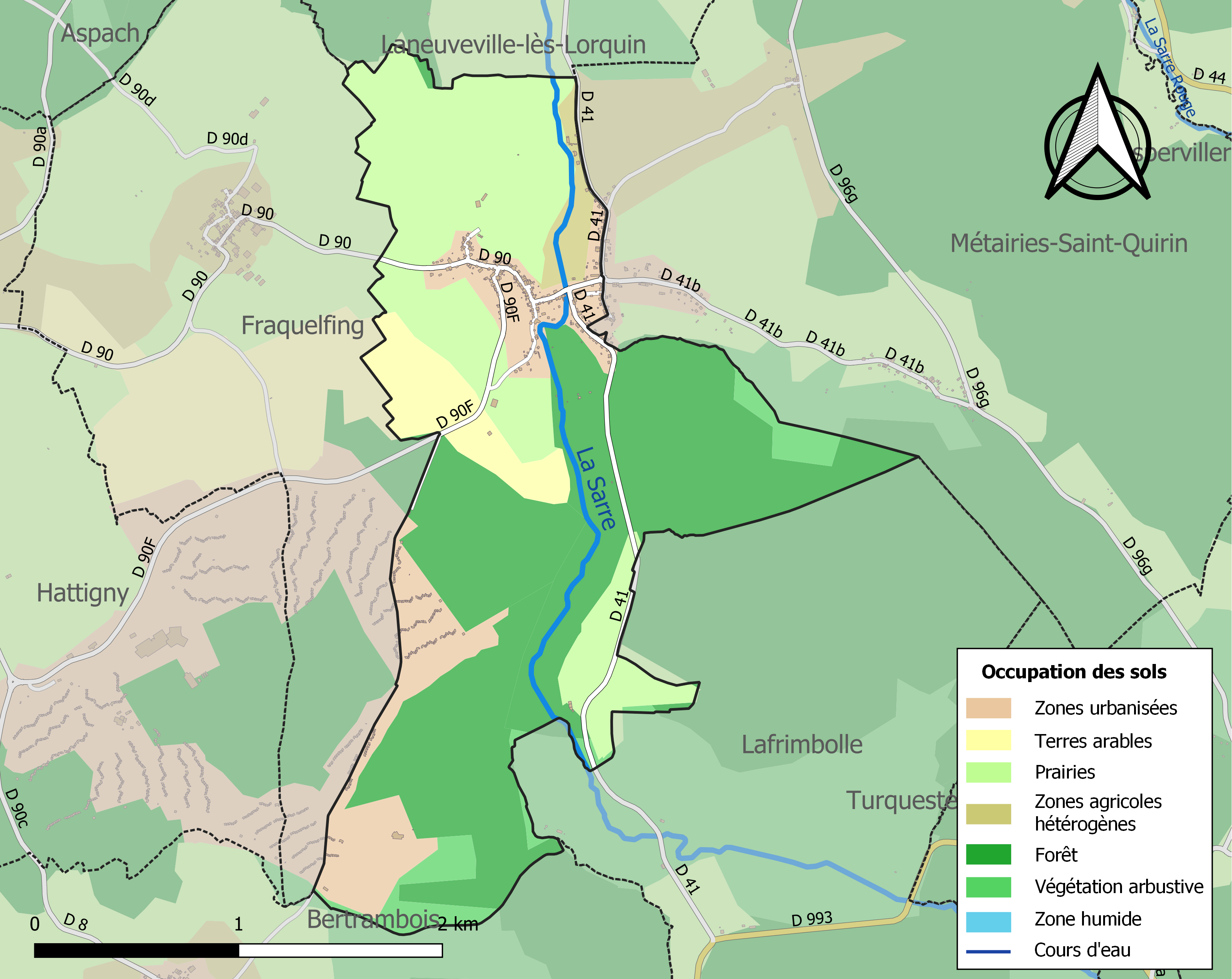
Carte des infrastructures et de l'occupation des sols de la commune en 2018 (CLC).

## Toponymie
- De l'allemand nieder (« en bas ») + Hof (« ferme »)[14] :  une ferme qui est située plus bas.
- Anciens noms : Niderhovum (1244), Nidrehoff (1244), Nidrehove (1288), Nidrehowe (1314), Niderhau (1590), Nidrehoff (1793), Niderhoff (1801)[15].
- En allemand standard : Niederhof.

## Histoire
- Dépendait de l'ancien duché de Lorraine, dans la seigneurie de Turquestein. Après avoir appartenu au bailliage de Vic, généralité et parlement de Metz, faisait partie de l'ancien département de la Meurthe.
- Détruite en 1432 et 1665.

## Politique et administration

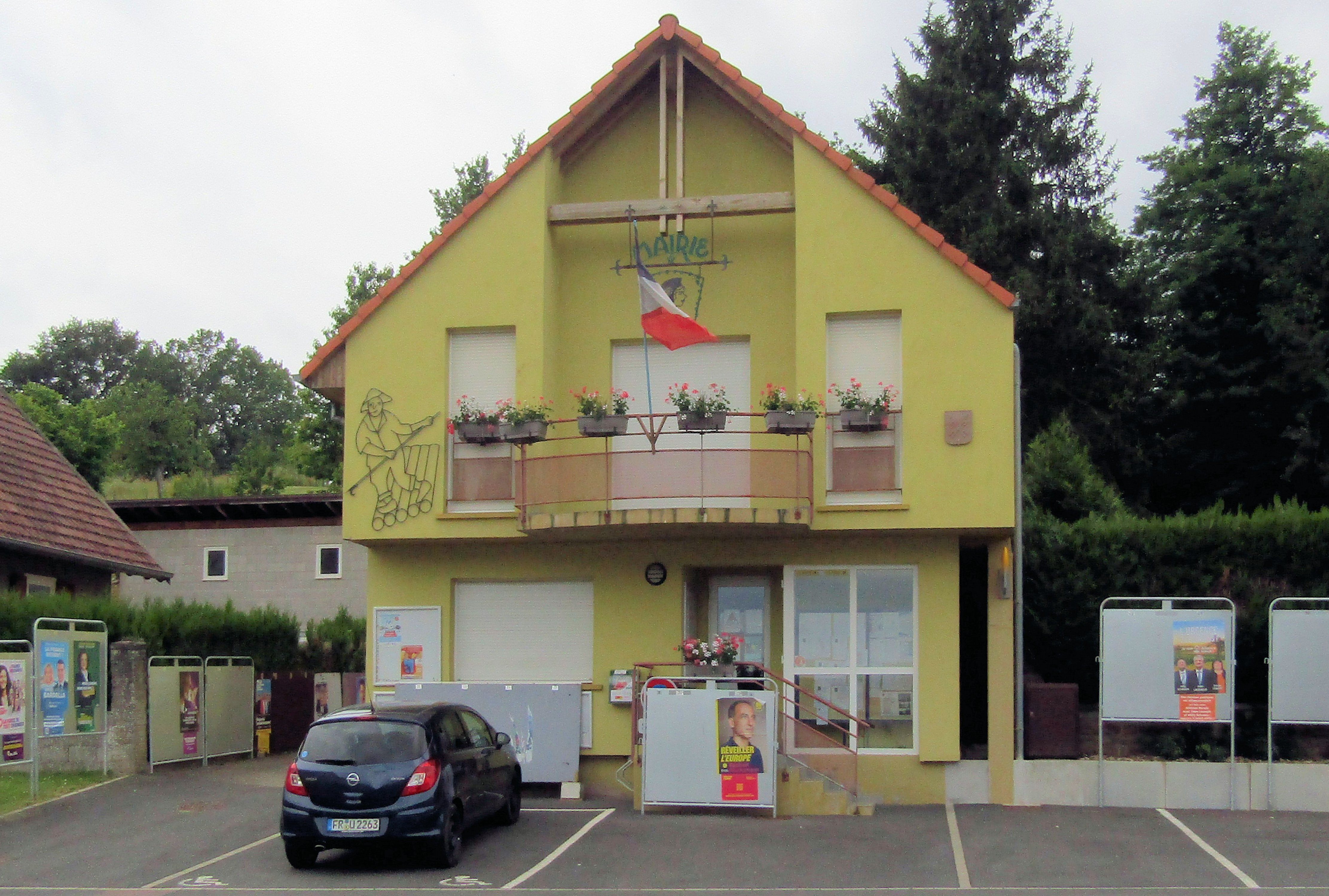
La mairie.

| Période                                  | Période   | Identité      | Étiquette | Qualité |
| ---------------------------------------- | --------- | ------------- | --------- | ------- |
| 1719                                     | 1725      | Didier Benad  |           |         |
| 1725                                     | 1734      | Claude Benad  |           |         |
| mars 1971                                | mars 1995 | Roger Mayeur  |           |         |
| mars 1995                                | 2014      | René Clement  |           |         |
| 2014                                     | En cours  | Zénon Miziula |           |         |
| Les données manquantes sont à compléter. |           |               |           |         |

## Démographie
L'évolution du nombre d'habitants est connue à travers les recensements de la population effectués dans la commune depuis 1793. Pour les communes de moins de 10 000 habitants, une enquête de recensement portant sur toute la population est réalisée tous les cinq ans, les populations de référence des années intermédiaires étant quant à elles estimées par interpolation ou extrapolation. Pour la commune, le premier recensement exhaustif entrant dans le cadre du nouveau dispositif a été réalisé en 2005.

En 2022, la commune comptait 277 habitants, en évolution de −1,42 % par rapport à 2016 (Moselle : +0,52 %, France hors Mayotte : +2,11 %).
| 1793 | 1800 | 1806 | 1821 | 1831 | 1836 | 1841 | 1846 | 1851 |
| ---- | ---- | ---- | ---- | ---- | ---- | ---- | ---- | ---- |
| 411  | 375  | 464  | 528  | 547  | 611  | 681  | 669  | 656  |

| 1856 | 1861 | 1871 | 1875 | 1880 | 1885 | 1890 | 1895 | 1900 |
| ---- | ---- | ---- | ---- | ---- | ---- | ---- | ---- | ---- |
| 588  | 572  | 536  | 511  | 455  | 467  | 430  | 407  | 426  |

| 1905 | 1910 | 1921 | 1926 | 1931 | 1936 | 1946 | 1954 | 1962 |
| ---- | ---- | ---- | ---- | ---- | ---- | ---- | ---- | ---- |
| 390  | 380  | 314  | 328  | 317  | 313  | 277  | 251  | 291  |

| 1968 | 1975 | 1982 | 1990 | 1999 | 2005 | 2006 | 2010 | 2015 |
| ---- | ---- | ---- | ---- | ---- | ---- | ---- | ---- | ---- |
| 301  | 299  | 274  | 297  | 289  | 284  | 281  | 297  | 282  |

| 2020 | 2022 | - | - | - | - | - | - | - |
| ---- | ---- | - | - | - | - | - | - | - |
| 278  | 277  | - | - | - | - | - | - | - |

## Culture locale et patrimoine

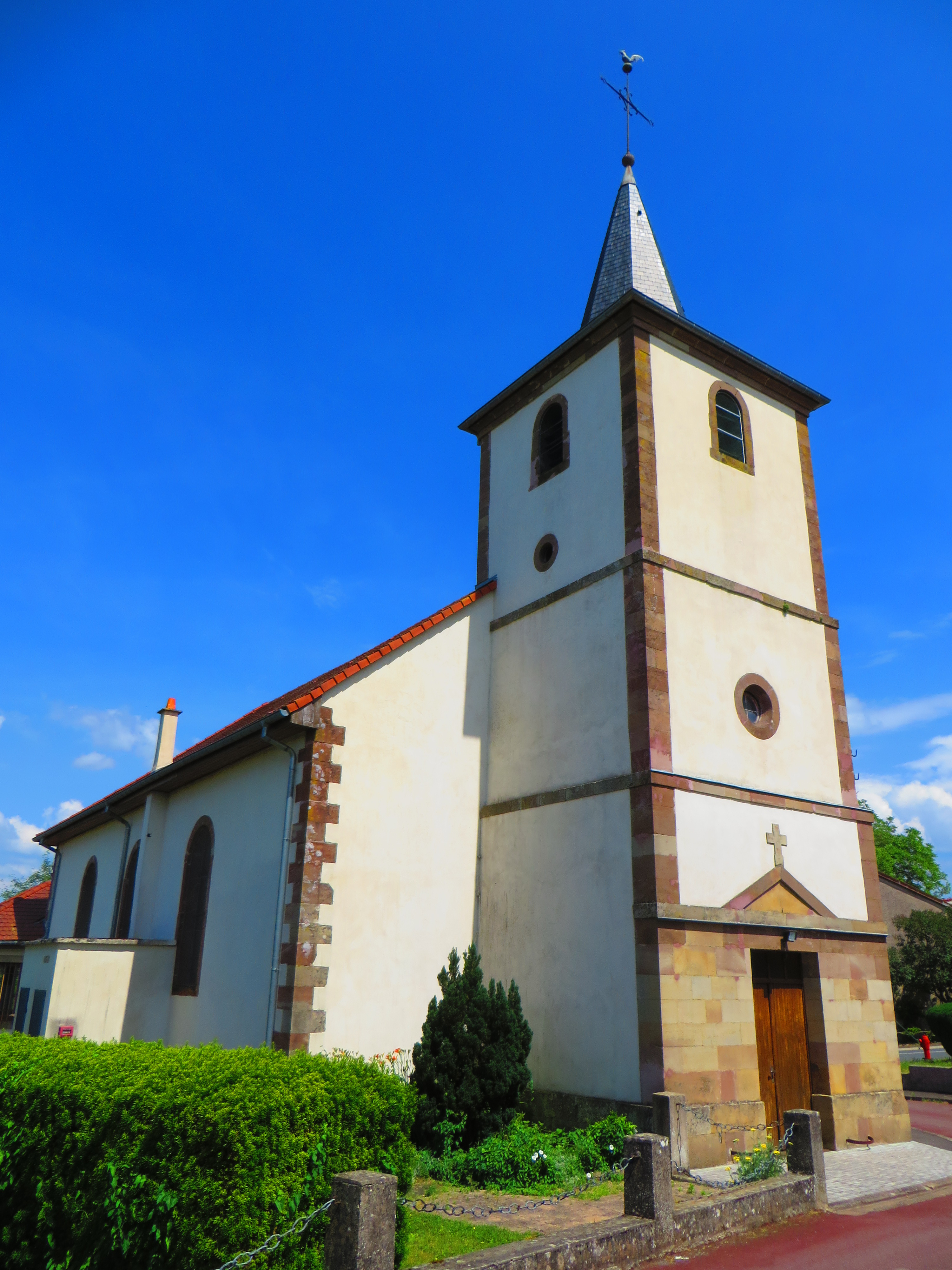
Église Sainte-Thérèse-d'Avila.

### Lieux et monuments
- Vestiges gallo-romains : traces d'emplacement d'exploitation agricole, socles de monuments funéraires.
- Église Sainte-Thérèse-d'Avila, 1835.

### Musée
- Ferme de la Neuve-Grange : arts et traditions populaires.

### Loisirs
Un site Center Parcs a ouvert en 2010, entre Fraquelfing, Hattigny et Niderhoff.

### Héraldique
| Blason de Niderhoff | Blason  | De sinople aux gaffes de flottage d'argent posées en sautoir. |
| Blason de Niderhoff | Détails | Le statut officiel du blason reste à déterminer.              |